# خوسيه كارلوس فيرنانديز
خوسيه كارلوس فرنانديز فاسكيز، المعروف باسم خوسيه كارلوس (ولد في 17 يوليو 1987)، و هو لاعب كرة قدم إسباني و يلعب حاليأ في نادي اشبيلية الأسباني .

## وصلات خارجية
- خوسيه كارلوس فيرنانديز على موقع قاعدة بيانات كرة القدم.إي يو (الإنجليزية)
- خوسيه كارلوس فيرنانديز على موقع Soccerbase.com (لاعب) (الإنجليزية)
- خوسيه كارلوس فيرنانديز على موقع Soccerway.com (الإنجليزية)
- خوسيه كارلوس فيرنانديز على موقع AS.com (الإسبانية)